# Губкіна Євгенія Ігорівна
Євгенія Ігорівна Губкіна (англ. Ievgeniia Gubkina; нар. 7 травня 1985, Харків) — українська архітекторка, історикиня архітектури та містобудування, кураторка, яка спеціалізується на архітектурі та містобудуванні XX століття в Україні та мультидисциплінарному підході до вивчення спадщини. Співзасновниця громадської організації Urban Forms Center та авангардного жіночого руху «Модерністки».

## Біографія
Народилася в Харкові в родині архітекторів. 
У 2008 році з відзнакою закінчила архітектурний факультет Харківської національної академії міського господарства за спеціальністю «містобудування». Під час навчання у 2006–2008 роках — лауреатка стипендії імені О. М. Бекетова. 
У 2008–2011 роках навчалася в аспірантурі того ж закладу за спеціальністю «Теорія архітектури, реставрація пам'яток архітектури».

## Діяльність
У 2006–2008 роках займалася архітектурною діяльністю, зокрема працювала у ВАТ «Харківський проектний інститут».
У 2014 році стала засновницею громадської організації Urban Forms Center, розпочавши активістську діяльність у сфері архітектури, дослідження, популяризації й захисту архітектурної спадщини.
У 2015–2018 роках — дослідниця Центру міської історії Центрально-Східної Європи у Львові. Започаткувала й курувала розвиток перших в Україні літніх архітектурних і міждисциплінарних шкіл, зокрема шкіл «Новий Львів» у Львові (2015) та «Ідея міста: перевірка реальністю» у Славутичі (2016).
Перша книга дослідниці — «Slavutych: Architectural Guide» — вийшла друком 2015 року в берлінському видавництві «DOM Publishers» (тримовне видання: англійською, українською й російською мовами). Її темою стала архітектура останнього радянського міста Славутич, побудованого після Чорнобильської катастрофи для працівників Чорнобильської атомної електростанції.
У 2019 році як підсумок багаторічного дослідження у видавництвах «Основи» (Київ) і «DOM Publishers» (Берлін) опубліковано другу книгу — «Soviet Modernism. Brutalism. Post-Modernism. Buildings and Structures in Ukraine 1955–1991» . Її видано англійською мовою й супроводжено фотографіями об’єктів радянської архітектури другої половини XX ст. з різних регіонів України.
У 2020 році — кураторка мультимедійного онлайн-проєкту «Енциклопедія архітектури України». Працюючи в полі архітектури, історії, критики, кінематографу й візуального мистецтва, за допомогою різних медіаінструментів, проєкт продемонстрував панораму архітектури України, а його куратори й учасники запропонували аналіз того, як суспільство формує архітектуру і як архітектура формує суспільство. Проект реалізовано за підтримки Українського культурного фонду і Zagoriy Foundation.
У 2021 році — авторка і сценаристка аудіовізуального дійства «Український конструктивізм», створеного на перетині сучасного візуального мистецтва, балету, електрофолк музики й історичної драми. У проекті брали участь українські музиканти Ната Жижченко (Onuka) та Євген Філатов (the Maneken), українсько-данський художник і архітектор Сергій Святченко і данський балетмейстер Себастіан Клоборг. В основу сценарію покладено історію архітекторки Лотте Стам-Бейсе — однієї з перших жінок школи Баугауз, яка у 1932—1933 роках працювала у Харкові, проектуючи у складі команди архітекторів соцмісто тракторного заводу «Новий Харків» (після переїзду до Нідерландів вона стала головною архітекторкою післявоєнного Роттердама). Проект утілено в життя за сприяння Українського культурного фонду.
Дослідниця регулярно публікує наукові й публіцистичні тексти в українських і закордонних часописах, а також в онлайн-медіа (The Calvert Journal, Springerin, RGOW, Obieg, ERA21, Dérive, Tribune). З 2021 року — колумністка українського видання міжнародного глянцевого журналу «L’Officiel», у якому надрукувала низку статей про архітектуру й інтерв’ю з відомими архітекторами, зокрема з Михайлом Будиловським.
Унаслідок початку повномасштабної війни Росії проти України 2022 року Євгенія Губкіна разом із донькою була змушена залишити рідний Харків. Вони знайшли притулок у Юрмалі, потім у Парижі, і зрештою оселилися в Лондоні, де дослідниця отримала стипендію Рендольфа Квірка в Університетському коледжі Лондона.
Працюючи в Лондоні, Євгенія Губкіна активно виступає з публічними лекціями, доповідями на конференціях, симпозіумах і інших публічних заходах у різних країнах Європи. Крім того, вона дає інтерв'ю й публікує есеї й маніфести. Її експертний голос став одним із найпомітніших голосів, що закликають до захисту української культурної спадщини під час війни, апелюючи до бездіяльності міжнародних організацій в цій сфері.